# Spaziphora hydromyzina
Spaziphora hydromyzina är en tvåvingeart som först beskrevs av Fallen 1819.  Spaziphora hydromyzina ingår i släktet Spaziphora och familjen kolvflugor. Arten är reproducerande i Sverige. Inga underarter finns listade i Catalogue of Life.

## Bildgalleri

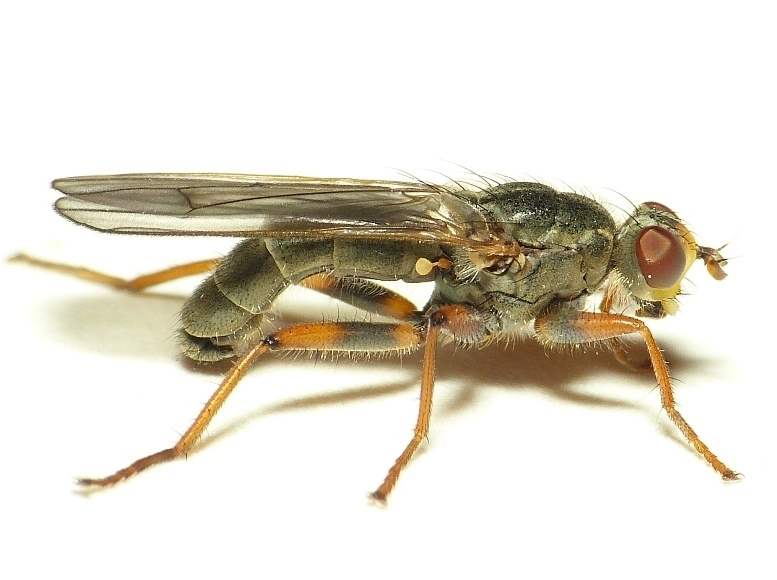